# Frettenham
 (juillet 2023).
Frettenham est une paroisse civile et un village du Norfolk, en Angleterre.